# Hotel Excelsior
L'Hotel Excelsior è un albergo situato a Roma in via Vittorio Veneto. Costruito all'angolo tra via Veneto e Via Boncompagni su progetto degli svizzeri Otto Maraini ed Emil Vogt in stile barocco francese, fu inaugurato nel 1906, dal 1923 al 1996 fu della Ciga Hotels per essere ceduto alla catena Sheraton e dal 1998 passato alla Starwood Hotels, acquisendo il nome di Westin Excelsior.
Alcune scene de La dolce vita sono state girate all'Excelsior. L'edificio ha inoltre ospitato il cast di Ben-Hur e numerose celebrità.